# طلوع (فیلم ۱۹۲۶)
طلوع (انگلیسی: Sunrise) یک فیلم صامت استرالیایی گمشده محصول سال ۱۹۲۷ است.